# Curaco de Vélez
Curaco de Vélez este o comună din provincia Chiloé, regiunea Los Lagos, Chile, cu o populație de 3.584 locuitori (2012) și o suprafață de 80 km2.